# ویکتوریا لپداتو
ویکتوریا لپداتو (انگلیسی: Victoria Lepădatu؛ زادهٔ ۱۲ june ۱۹۷۱ (۵۳ سال)) ورزشکار روئینگ اهل رومانی است.
وی در مسابقات کشوری و بین‌المللی در مجموع برندهٔ ۱ مدال نقره شده‌است.